# 아랫집 시누이
아랫집 시누이는 김진 작가가 만든 작품으로, 시누이 입장인 김진이 오빠 김건 부부의 아랫집에 살면서 엮어가는 에피소드를 그린 것이다.